# Марион (Ајова)
Марион (енгл. Marion) град је у америчкој савезној држави Ајова. По попису становништва из 2010. у њему је живело 34.768 становника.

## Демографија
Према попису становништва из 2010. у граду је живело 34.768 становника, што је 8.474 (32,2%) становника више него 2000. године.
| Група             | 2000.          | 2010.          |
| Белци             | 25.357 (96,4%) | 32.180 (92,6%) |
| Афроамериканци    | 157 (0,6%)     | 704 (2,0%)     |
| Азијати           | 247 (0,9%)     | 539 (1,6%)     |
| Хиспаноамериканци | 289 (1,1%)     | 687 (2,0%)     |
| Укупно            | 26.294         | 34.768         |